# Một Luận thuyết về Bản chất Con người (Tóm tắt)
Tóm tắt về một Cuốn sách được Xuất bản gần đây, tiêu đề đầy đủ Tóm tắt về một Cuốn sách được Xuất bản gần đây; Có tiêu đề, Một Chuyên luận về Bản chất Con người, v.v... Trong đó Luận điểm chính của cuốn sách được Minh họa và Giải thích là một bản tóm tắt các học thuyết chính của tác phẩm của David Hume Một Luận thuyết về Bản chất Con người, được xuất bản nặc danh năm 1740. Đã có suy đoán về quyền tác giả của tác phẩm. Một số học giả tin rằng nó được viết bởi bạn của Hume, nhà kinh tế học Adam Smith. Hầu hết đều tin rằng nó được viết bởi chính Hume, trong nỗ lực phổ biến Một Luận thuyết.
Trong The Philosophical Quarterly năm 1976, và một lần nữa trong Hume Studies 1991, J.O. Nelson đã thách thức quan điểm cho rằng Hume đã viết cuốn Tóm tắt, và tranh luận rằng Adam Smith đã viết nó. Lập luận của ông dựa trên danh tính của 'Ông Smith' được đề cập trong một lá thư ngày 4 tháng 3 năm 1740 từ Hume tại Ninewells gửi đến Francis Hutcheson tại Glasgow.
Người Bán sách của tôi đã gửi cho ông Smith một Bản sao Cuốn sách của tôi, mà tôi hy vọng anh ấy đã nhận được, cũng như Lá thư của bạn. Tôi chưa nghe nói về những gì anh ấy đã làm với Tóm tắt. Có lẽ bạn đã nghe rồi. Tác phẩm đã được in ở Luân Đôn; nhưng không phải trong Các tác phẩm của Người học; đã có một bài viết liên quan đến Sách của tôi, tuy hơi bị lạm dụng, được in trong Tác phẩm đó, trước khi tôi gửi Bản tóm tắt?
Keynes và Sraffa lập luận rằng "Ông Smith" là John Smith, người xuất bản tại Dublin của Hutcheson và Hume đã viết bản Tóm tắt (như tất cả các bằng chứng cho thấy). Norman Kemp Smith, trong một bài đánh giá về phiên bản của Keynes và Sraffa, cũng đã chấp nhận điều này, cũng như chỉ ra mục trên về Hume trong Từ điển tiểu sử Watkins gán quyền tác giả của Tóm tắt cho Hume, cho rằng tác giả của bài viết sở hữu thông tin về mục đích của Hume trong việc xuất bản Tóm tắt. Nelson đã lập luận rằng "Ông Smith" là Adam Smith (lúc đó, vẫn còn là một sinh viên). David Raynor đã lập luận rằng tất cả các bằng chứng hiện có cho thấy Hume đã viết Tóm tắt.
- RWConnon, M. Pollard, "Về quyền tác giả của Tóm tắt Hume", Tạp chí Triết học hàng năm 1977.
- John O. Nelson, "Quyền tác giả của bản Tóm tắt", Hume Studies 17, no. 1 (tháng 4 năm 1991): 83-86.
- John O. Nelson, "Có phải tác giả của Một tóm tắt về một Chuyên luận về Bản chất Con người thực sự đã được xác định?" Tạp chí Triết học hàng quý 26, số 102 (tháng 1 năm 1976): 91.
- "Sách mới", Norman Kemp Smith, Tâm trí 1938 XLVII (188): 522-524,
- Một bản Tóm tắt của một Cuốn sách được Xuất bản gần đây; Có tiêu đề, Một Chuyên luận về Bản chất Con người, v.v... Trong đó Luận cứ chính của Cuốn sách đó được Minh họa và Giải thích, (Luân Đôn, 1740).
- "Quyền tác giả của bản Tóm tắt" David Raynor, Hume Studies, Tập XIX, Số 1 (Tháng 4, 1993) 213-215  Lưu trữ ngày 26 tháng 7 năm 2011 tại Wayback Machine.